# Monarch Airlines
Monarch Airlines là một hãng hàng không Anh có cứ điểm hoạt động ở sân bay Luton London. Hãng được thành lập vào ngày 5 tháng 6 năm 1967. Chuyến bay đầu tiên của hãng là thực hiện ngày 5 tháng 4 năm 1968 từ Luton ở Anh đi Madrid ở Tây Ban Nha. Monarch hiện nay bay đến nhiều nơi khác nhau trên thế giới, và thường đến các điểm nghỉ dưỡng. Hãng có tuyến bay đến ở Địa Trung Hải, quần đảo Canary, Síp, Ai Cập, Hy Lạp và Thổ Nhĩ Kỳ, với các dịch vụ điều lệ bổ sung cho Châu Âu, Mỹ, vùng Caribbean, Ấn Độ và châu Phi.
Hãng có 30 tàu bay: 4 máy bay Airbus A300, 5 chiếc máy bay Airbus A320, 16 máy bay Airbus A321, 2 máy bay Airbus A330 và 3 máy bay Boeing 757.
Monarch đã đặt hàng mua 6 chiếc Boeing 787 dự kiến giao trong năm 2013. Hiện tại họ đã hủy đơn hàng của họ.
Hiện tại hãng hàng không này đang có quy cơ bị phá sản. 